# 小阪健一郎
小阪 健一郎（こさか けんいちろう、1988年 - ）は、日本の登山家、ロッククライマー、沢登り家で医師（国際山岳医）。
2024年時点では京都大学大学院医学研究科皮膚科研究室に在籍している。「けんじり」という筆名も使用する。

## 来歴
大阪府岸和田市出身。2008年に京都府立医科大学に進学する。この学生時代に登山を始めた。雑誌『岳人』などに投稿をしていた。
2015年頃、ナポレオン岩の登攀をきっかけに辺境にある滝などのクライミングを志向するようになる。雑誌『ロックアンドスノー』には30を超える記録が掲載されている。
2016年に京都府立医科大学を卒業した。2021年より京都大学大学院に在籍。皮膚科の医師として、登山中にマダニの咬傷に見舞われた場合の対応について登山雑誌の取材に答え、さらには共同研究で論文にも発表している。